# Sommer i Sunny Beach
Sommer i Sunny Beach var et reality-program på TV 3. Programmet blev sendt første gang i 2010-12 og følger en række gæster, bartendere og guider, der bruger sommerferien på at arbejde og feste i feriebyen Sunny Beach i Bulgarien. 
Programmet følger bl.a. de ansatte og gæsterne på det dansk-ejede diskotek Den Glade Viking og følge af flere omgange en gruppe af unge danskere, der tager til Bulgarien for at deltage i et bartenderkursus. 
Sommer i Sunny Beach har medvirket til at gøre flere af programmets deltagere kendte i Danmark,[kilde mangler] herunder Mark 'Flotte Fyr' Hansen og Maria Hylleberg.
Programmet havde tre sæsoner, der blev optaget i sommerferierne 2010, 2011 og 2012. Programmet har flere gange været genudsendt på TV 3.
 Der er for få eller ingen kildehenvisninger i denne artikel, hvilket er et problem. Du kan hjælpe ved at angive troværdige kilder til de påstande, som fremføres i artiklen.